# Grotowice (powiat tomaszowski)
Grotowice – wieś w Polsce położona w województwie łódzkim, w powiecie tomaszowskim, w gminie Rzeczyca, nad Pilicą.
W latach 1975–1998 miejscowość administracyjnie należała do województwa piotrkowskiego.
Nazwa pochodzi od nazwiska rodziny Grotowskich, którzy byli właścicielami wsi od XVI w. W XIX i na pocz. XX w. dziedzicami wsi była rodzina Zdziarskich herbu Gozdawa (urodziła się tu m.in. Maria Zaleska ze Zdziarskich). Ostatnią prawowitą właścicielką Grotowic była Anna Zdziarska córka Kazimierza i Kamili z Arkuszewskich. W Grotowicach odbywały się jedne z pierwszych w Polsce (1912, 1914) tajne obozy szkoleniowe harcerzy 16 WDH im. Zawiszy Czarnego działającej przy Szkole Realnej im. Staszica w Warszawie. W harcerstwie działali uczniowie tej szkoły – Stanisław i Zbigniew Zdziarscy. Dwór w Grotowicach został całkowicie zniszczony przez użytkujące go po II wojnie Towarzystwo Przyjaciół Dzieci Oddział w Katowicach. Stary, malowniczy park jest bardzo zaniedbany – z trudem można odtworzyć resztki założenia. Nie ma już śladów po korcie tenisowym, na którym sto lat temu grywała rodzina i przyjaciele bawiący na wakacjach. Pięknie zagospodarowany majątek, chwalony wierszem przez poetę Zygmunta Lubicz Zaleskiego męża Marii Zdziarskiej wygląda dziś smutno, zaniedbanie i biednie. Ta zmiana jest jednym z wielu przykładów barbarzyńskiego zniszczenia kultury wsi polskiej w czasach PRL. 
Znajduje się tu m.in. kapliczka z 1607 r. z herbami Ciołek i Rawicz, ufundowana przez Mateusza Grotowskiego na pamiątkę bitwy pod Guzowem z 6 lipca 1607, oraz zabytkowy park z przełomu XVIII i XIX w.

## Zabytki
Według rejestru zabytków Narodowego Instytutu Dziedzictwa na listę zabytków wpisane są obiekty:
- zespół dworski, koniec XVIII w.:
  - dwór, nr rej.: 14/504-XI-27 z 21.01.1950 (nie istnieje?)
  - park, nr rej.: 239/P.XI.9 z 21.01.1950 oraz 352 z 27.12.1967